# Tracey Rose
Tracey Rose, née en 1974, est une artiste sud-africaine qui vit et travaille à Johannesburg. Elle est connue pour ses performances, ses vidéos, et ses photographies, où elle n'hésite pas à provoquer en mettant en scène son propre corps, et « en tournant en dérision un malaise féminin et métis dans un monde de machos noirs et blancs ». Elle est une des artistes marquantes de la période post-apartheid.

## Biographie
Tracey Rose naît en 1974 à  Durban, en Afrique du Sud, au sein d'une famille catholique, aux origines à la fois écossaises et Khoïsan.  Elle a la possibilité en tant que métisse d'être admise aux établissements scolaires pour jeunes filles blanches, mais y apprend surtout qu'elle n'est ni blanche ni noire. Elle fréquente ensuite l'université du Witwatersrand à Johannesburg, en Beaux-Arts et en sort en 1996, dans un pays où l'apartheid vient d'être aboli, deux ans plus tôt, en 1994. 
Elle enseigne au Technikon (institut universitaire de technologie) du Triangle du Vaal, à Vanderbijlpark et à l'université du Witwatersrand et réalise ses premières expositions. Une de ses performances les plus provocantes et les plus ironiques, nommée Span I / Span II, est présentée dès 1997 à la 2e biennale de Johannesburg. Elle s'y expose nue et rasée, en vitrine dans une cage de verre, tricotant les poils de son corps, assise sur une télévision diffusant une image d'odalisque et sur fond de témoignages audios de métis,. En 1998, une vidéo présentée à l'exposition Demoracy's Images, au Musée de l'image de Umeå, continue à jouer avec la nudité et le voyeurisme, avec une vidéo la montrant via un miroir dans une salle de bains, avec une qualité d'image rappelant les caméras de surveillance. TKO, en 2000, est une vidéo présentant sa silhouette à nouveau nue, couverte de talc, boxant un punching ball, renvoyant à la fois une image de fragilité et de violence. 
En février et mars 2001, l’artiste est en résidence au Cap, à la South African National Gallery, où elle travaille pour la Biennale de Venise. En 2001, elle présente à New York  des photographies où elle reprend une figure féminine khoisan célèbre en Europe au début du XIXe siècle, la « Vénus hottentote », exhibée en Angleterre et en France comme une attraction de foire. Isabelle Ruf écrit dans le journal suisse Le Temps : « On a voulu voir en Tracey une nouvelle Saartje Baartman, la Vénus hottentote stéatopyge, exhibée dans les musées européens au siècle dernier, symbole de l'exploitation colonialiste. Mais la jeune artiste ne se pose pas en victime. C'est une femme en colère et fragile, qui s'est fait violence en s'exposant ainsi ». En 2002, son œuvre Cia Bella associe des photographies, où elle incarne différents personnages féminins, à une vidéo réunissant autour d'une table, la Cène, ces figures féminines. En 2004, elle fait partie de la sélection d'artistes africains présentés dans l'exposition itinérante Africa Remix (présentée successivement à Düsseldorf, Londres, Paris, Tokyo, Stockholm et Johannesburg de 2004 à 2007). Elle reprend une formation à la South African School of Motion Picture Medium and Live Performance, en 2004, puis poursuit par un Master of Fine Arts à l'université de Londres en 2007, tout en continuant à présenter des performances artistiques, des vidéos et de photographies dans le monde entier. En 2011, l'exposition Waiting for God permet de revisionner quinze ans de création.
Dans la photo The Kiss, présentée par exemple dans l'exposition L’Iris de Lucy au musée départemental d’art contemporain de Rochechouart en 2016, Tracey Rose prolonge sa réflexion sur la représentation de l'identité raciale dans l’histoire de l’art occidental, en «revisitant» l’œuvre d'Auguste Rodin Le Baiser. Mais là, c'est un homme noir qui est au centre du dispositif, nu, embrassant une femme blanche, nue,. 
Tracey Rose est connue pour sa pratique artistique sans compromis, qui explore des thèmes liés à la post-colonialité, au genre et à la sexualité, ainsi qu'à la race.

## Principales expositions et performances

### Principales expositions personnelles
- 1999 : The Project, New York.
- 2000 : The Goodman Gallery, Johannesburg.
- 2000 : The Project, New York.
- 2002 : Ciao Bella, The Goodman Gallery, Johannesburg.
- 2002 : The Project, New York[11];
- 2004 : The Project, New York.
- 2004 : The Thieveing Fuck and the Intagalactic Lay, The Goodman Gallery, Johannesburg.
- 2007 : The Project, New York.
- 2008 : Plantation Lullabies, The Goodman Gallery, Johannesburg.
- 2009 : The Cockpit, MC Kunst, Los Angeles.
- 2009 : Raison d'être, Espace doual'art, Douala.
- 2011 : Waiting for God, Bildmuseet, Musée de l'image de Umeå.
- 2012 : Waiting for God, Kunsthallen Nikolaj, Copenhague.
- 2013 : Dan Gunn, Berlin.
- 2014 : Tracey Rose - (x), Musée national centre d'art Reina Sofía, Madrid.
- 2022 : Shooting Down Babylon, Musée Zeitz d'art contemporain d'Afrique, Le Cap.

### Principales expositions collectives
- 1996 : Scramble, Civic Theatre Gallery, Johannesburg.
- 1996 : Hitch-hiker, Generator Art Space, Johannesburg.
- 1997 : Graft-Trade Routes History and Geography, 2e Biennale de Johannesburg.
- 1997 : Cross/Ing: Time . Space . Movement, Musée d'art contemporain de l'université du Sud de la Floride, Tampa
- 1998 : 7th Triennale der Klienplastik, Europe Africa, SudwestLB Forum, Stuttgart
- 1998 : Guagrene Arte 98, Fondation Sandretto Re Rebaudengo, Turin.
- 1998 : Demoracy's Images, Musée de l'image de Umeå.
- 1999 : Videodrome, New Museum of Contemporary Art, New York.
- 1999 : Video cult/ures - ZKM, Museum fur Neue Kunst, Karlsruhe.
- 1999 : Dialog I: Vice Verses, OK Offenes Kulturhaus OÖ, Linz.
- 2000 : 4e Biennale de l'Art Africain Contemporain - Dak'Art Biennale de l’art africain contemporain, Dakar.
- 2001 : In the Mean Time... - de Appel Boys' School, Amsterdam.
- 2002 : Surviving APartheid - Maison Européenne de la Photographie, Paris
- 2002 : Goddess, Galerie Lelong, New York
- 2002 : Africaine: Candice Breitz, Wangechi Mutu, Tracey Rose and Fatimah Tuggar, The Studio Museum in Harlem, New York
- 2003 : Of the moment - Recent Acquisitions from the Permanent Collection, Musée d'art contemporain de San Diego.
- 2003 : Terror Chic, Monika Sprüth Philomene Magers, Munich.
- 2003 : The Squared Circle, Walker Art Center, Minneapolis.
- 2003 : Identität schreiben, Galerie für Zeitgenössische Kunst, Leipzig
- 2003 : The African Exile Museum, Migros Museum für Gegenwartskunst, Zurich
- 2004 : Camoufleurs, Kunstverein Springhornhof, Neuenkirchen.
- 2004 : Trouble - Le Grand Café - Centre d'art contemporain de Saint-Nazaire, Saint-Nazaire
- 2004 : Afrika Remix, Museum Kunstpalast, Dusseldorf.
- 2004 : Seeds and Roots, The Studio Museum in Harlem, New York.
- 2005 : Africa Remix, Centre Pompidou, Paris.
- 2005 : Through the looking glass, Standard Bank Gallery, Johannesburg.
- 2005 : Africa Remix, Hayward Gallery, Londres.
- 2005 : African Queen, The Studio Museum in Harlem, New York.
- 2006 : Don Juan alias Don Giovanni, Bregenzer Kunstverein, Bregenz.
- 2006 : Africa Remix, Moderna Museet, Stockholm.
- 2006 : Second to none: Celebrating 50 years of women's struggles, South African National Gallery, Le Cap.
- 2006 : Snap Judgments: New Positions in Contemporary African Photography, Miami Art Central, Miami.
- 2006 : Africa Remix, Mori Art Museum, Tokyo
- 2006 : Possessed, Western Bridge, Seattle
- 2006 : Don Juan alias Don Giovanni, Museumsquartier, Vienne
- 2006 : Masquerade, Museum of Contemporary Art Sydney - MCA, Sydney, NSW
- 2006 : Don Giovanni - Zwei plus zwei gleich vier : Lust ist der einzige Schwindel, dem ich Dauer wünsche, Ursula Blickle Stiftung, Kraichtal-Unteröwisheim
- 2006 : Snap Judgments - New Positions in Contemporary African Photography, ICP - International Center of Photography, New York.
- 2006 :  Olvida quien soy - Centro Atlántico de Arte Moderno (CAAM), Las Palmas de Gran Canaria
- 2007 : Apartheid - The South African Mirror - CCCB - Centre de Cultura Contemporània de Barcelona, Barcelona
- 2007 : Global Feminism - Davis Museum at Wellesley College, Wellesley, MA
- 2007 : Cinema Remixed and Reloaded (Part I), Spelman College Museum of Fine Art, Atlanta, GA
- 2007 : The Loaded Lens, Goodman Gallery Cape, Le Cap.
- 2007 : Africa Remix - Contemporary art of a continent - Johannesburg Art Gallery (JAG), Johannesburg
- 2007 : 52nd International Art Exhibition Venice Biennale, Biennale de Venice - La Biennale di Venezia, Venice
- 2007 : 1st Thessaloniki Biennale of Contemporary Art, State Museum of Contemporary Art, Thessaloniki
- 2007 : Lift Off Part II, Goodman Gallery Cape, Le Cap.
- 2007 : Trans Cape - contemporary African art on the move, Cape Africa Platform, Le Cap.
- 2007 : Global Feminisms, Brooklyn Museum of Art, New York.
- 2007 : Critical Mass – Kritische Masse I, Kunsthalle Bern, Berne.
- 2007 : Juicios instantáneos, Museo Tamayo, Mexico. * 2008 : Cinema Remixed & Reloaded: Black Women Artists and the Moving Image since 1970, Contemporary Arts Museum Houston.
- 2008 : Laugh track, YUM21C, Bruxelles.
- 2008 : Snap Judgments, Stedelijk Museum, Amsterdam.
- 2008 : The Left Hand Of Darkness, The Project, New York.
- 2008 : Snap Judgments: New Positions in Contemporary African Photography, Brooks Museum of Art, Memphis.
- 2008 : Dialoge, ARTCO Galerie GmbH, Herzogenrath.
- 2009 : Adding Substractions, Bag Factory, Johannesburg.
- 2009 : Gechichte/n Verwahren, Galerie IG Bildende Kunst, Vienne.
- 2009 : Rebelle Kunst & Feminisme 1969 - 2009, Museum voor Moderne Kunst Arnhem, Arnhem.
- 2010 : Fine Art 2010, ARTCO Galerie GmbH, Herzogenrath.
- 2010 : Darkroom: Photography and New Media in South Africa since 1950, Virginia Museum of Fine Arts, Richmond
- 2010 : Disidentification, Göteborgs Konsthall, Gothenburg.
- 2010 : Afro Modern: Journeys through the Black Atlantic, Tate Liverpool, Liverpool.
- 2011 : SUD2010 - 2e Triennale d'art public de Douala, Douala.
- 2011 : 11e biennale d'art contemporain de Lyon, Lyon.
- 2011 : Project 35, Gertrude contemporary art spaces, Melbourne.
- 2011 : Lorraine O'Grady & Tracey Rose, The Goodman Gallery, Johannesburg.
- 2011 : Darkroom: Photography and New Media in South Africa since 1950, Birmingham Museum of Art, Birmingham.
- 2012 : OC Collects - Orange County Museum of Art, Newport Beach.
- 2012 : The World is not fair - Die große Weltausstellung 2012 - Tempelhofer Park/Ehem. Flughafen Tempelhof, Berlin.
- 2012 : Transit Salvador, MAM - Museu de Arte Moderna da Bahia, Salvador.
- 2012 : Aire de Lyon, Fundación PROA, Buenos Aires.
- 2013 : My Joburg - Kunstszene Johannesburg, Kunsthalle im Lipsiusbau, Dresde.
- 2013 : Transit, ICCO Instituto de Cultura Contemporanea, São Paulo.
- 2013 : Le Pont - MAC Musée d'art contemporain de Marseille.
- 2013 : Editions, Goodman Gallery Cape, Le Cap.
- 2013 : Female Power, Museum voor Moderne Kunst Arnhem, Arnhem.
- 2014 : Teoria del color, Ciudad Universitaria, Mexico.
- 2015 : Body Talk, 49 NORD 6 EST – Frac Lorraine, Metz
- 2015 : Álbum de Família, Centro de Artes Helio Oiticica, Rio de Janeiro
- 2015 : Project 35: The Last Act, Garage Museum of Contemporary Art, Moscou.
- 2015 : Body Talk, Lunds konsthall, Lund
- 2015 : Speaking Back, Goodman Gallery Cape, Le Cap.
- 2015 : Arte contemporânea na Coleção Sindika Dokolo - You Love Me, You Love Me Not, Municipal Gallery Almeida Garrett, Porto.
- 2015 : Body Talk, Centrum voor Hedendaagse kunst, Bruxelles.

### Webographie
- (en) « Tracey Rose 1974, ZA », sur ArtFacts.Net.
- (en) « Afro Modern: Room 6: Exhibiting Bodies », sur le site de Tate Modern.
- (en) « Zeitz MOCAA Celebrates Tracey Rose with a Large Retrospective Exhibition ‘Shooting Down Babylon’ », sur The Sole Adventurer (TSA), 28 janvier 2022